# Бондаренко, Александр Дмитриевич
Александр Дмитриевич Бондаренко (род. 22 ноября 1951) — российский механизатор, тракторист общества с ограниченной ответственностью имени Кирова.  Герой Труда Российской Федерации (2021).

## Биография
Родился 22 ноября 1951 года в селе Красная Поляна Песчанокопского района Ростовской области. Отец был зерноводом. С 1972 года работает в колхозе трактористом.  С 1969 по 1971 год служил в Вооружённых силах СССР. В 1981 году награжден Орденом Трудовой Славы III степени. В 1991 году награждён Орденом трудовой славы II степени. Возглавлял растениеводческую бригаду. В 2010 году, после упразднения бригад, снова стал работать механизатором. В 2013 году получил орден «За заслуги перед Отечеством» IV степени. 30 апреля 2021 года был награжден званием Героя Труда Российской Федерации.

## Награды
- Герой Труда Российской Федерации (30 апреля 2021) — за особые трудовые заслуги перед государством и народом[1]
- Орден «За заслуги перед Отечеством» IV степени (25 июля 2013) — за достигнутые трудовые успехи и многолетнюю добросовестную работу[2]
- Почётный работник агропромышленного комплекса Ростовской области (22 сентября 2006)
- Орден Трудовой Славы II степени (21 октября 1991)
- Орден Трудовой Славы III степени (1980)
- Почётный гражданин Ростовской области (10 июня 2021)